# Jocelyn Henríquez de King
Jocelyn Henríquez de King é uma diplomata venezuelana que serviu como embaixadora da Venezuela na Índia e simultaneamente no Bangladesh, Nepal e Sri Lanka, entre 1993 e 1998. Ela também serviu como embaixadora da Venezuela na China.